# Dunkle Feldratte
Die in der Region Australis verbreitete Dunkle Feldratte oder Australische Zuckerrohrratte (Rattus sordidus) ist ein Nagetier in der Gattung der Ratten. Sie zählt innerhalb der Gattung zur fuscipes-Artengruppe. Bis in die 1980er Jahre wurden auch die Populationen der Australischen Dunkelratte (Rattus colletti) und der Australischen Langhaarratte (Rattus villosissimus) zu dieser Art gerechnet.

## Merkmale
Dieser mittelgroße Gattungsvertreter entspricht in seiner äußeren Gestalt einer Hausratte. Erwachsene Exemplare sind ohne Schwanz 110 bis 210 mm lang, die Schwanzlänge beträgt 100 bis 160 mm und das Gewicht liegt bei 50 bis 150 g für Weibchen sowie 50 bis 260 g für Männchen. Es sind 27 bis 37 mm lange Hinterfüße und 16 bis 22 mm lange Ohren vorhanden. Das borstige und teilweise stachlige Fell der Oberseite besteht aus dunklen goldbraunen bis schwarzen Haaren, deren Spitzen hellbraun sind. Es ist eine deutliche Grenze zur hellgrauen Unterseite vorhanden. Typisch für den Kopf sind abgerundete graubraune Ohren und recht kurze Vibrissen. Überlappende Schuppen erzeugen am graubraunen bis schwarzen Schwanz deutliche Ringe. Die Dunkle Feldratte hat an den Füßen eine rosigweiße Oberseite und hellbraune Sohlen. Von den 12 paarig angeordneten Zitzen der Weibchen liegen 6 nahe der Brust und 6 im Leistenbereich. Der diploide Chromosomensatz enthält 32 Chromosomen (2n=32).

## Verbreitung
Diese Ratte ist auf der Kap-York-Halbinsel in Australien, in angrenzenden Küstenbereichen Queenslands sowie im südlichen und südöstlichen Neuguinea verbreitet. Sie hält sich im Flach- und Hügelland bis 670 Meter Höhe auf. Als Habitat dienen Savannen, andere Grasflächen, Zuckerrohrplantagen, offene Baumbestände sowie Lichtungen in Wäldern.

## Lebensweise
Die nachtaktiven Exemplare leben auf dem Erdboden. Sie graben in feuchter Erde unterirdische Baue und fressen Gräser, Grassamen, verschiedene Kräuter und in Anbaugebieten Zuckerrohr. Dazu wird die aufgebrochene Pflanze kurze Zeit Bakterien überlassen, die den Zuckergehalt verringern. In Gebieten ohne Zuckerrohr bilden sich oft größere Kolonien im Schutz von dicht belaubten Büschen. Vermutlich werden so Angriffe von Greifvögeln reduziert. Allgemein kann die Fortpflanzung in allen Jahreszeiten stattfinden, doch im Winter sowie im zeitigen Frühjahr sind nur wenige Weibchen trächtig. Ein Wurf enthält nach etwa drei Wochen Trächtigkeit ungefähr sechs Neugeborene. Junge Weibchen paaren sich erstmals nach 9 bis 10 Wochen.

## Gefährdung
Aufgrund fehlender Bedrohungen und einer stabilen Gesamtpopulation listet die IUCN die Dunkle Feldratte als nicht gefährdet (least concern). Eine disjunkte Population im Südosten Queenslands hat nur wenige Mitglieder. Die Art gilt in Zuckerrohrplantagen als Schädling.